# Виборчий округ 97
Виборчий округ 97 — виборчий округ в Київській області. В сучасному вигляді був утворений 28 квітня 2012 постановою ЦВК №82 (до цього моменту існувала інша система виборчих округів). Окружна виборча комісія цього округу розташовується в міжрайонному центрі зайнятості за адресою м. Бровари, вул. Ярослава Мудрого, 92.
До складу округу входять міста Березань і Бровари, а також Баришівський район та частина Броварського району (окрім Княжицької та Требухівської сільських рад). Виборчий округ 97 межує з округом 96 на північному заході, з округом 210 на півночі і на північному сході, з округом 98 на південному сході, на півдні і на південному заході та з округами 213, 215 і 214 на заході. Виборчий округ №97 складається з виборчих дільниць під номерами 320001-320036, 320226-320250, 320253-320272, 320276-320277, 321086-321095, 321218-321258 та 321419.

## Народні депутати від округу
| Ім'я                          | Фото | Партія               | Скликання | Дата набуття повноважень | Дата припинення повноважень |
| ----------------------------- | ---- | -------------------- | --------- | ------------------------ | --------------------------- |
| Різаненко Павло Олександрович |      | УДАР                 | 7-ме      | 12 грудня 2012           | 27 листопада 2014           |
| Різаненко Павло Олександрович |      | Блок Петра Порошенка | 8-ме      | 27 листопада 2014        | 29 серпня 2019              |
| Галушко Микола Леонідович     |      | Слуга народу         | 9-те      | 29 серпня 2019           |                             |

## Результати виборів

### Парламентські

#### 2019
Кандидати-мажоритарники:
- Галушко Микола Леонідович (Слуга народу)
- Іваненко Олег Валерійович (Європейська Солідарність)
- Різаненко Павло Олександрович (Голос)
- Коваленко Марина Вікторівна (Батьківщина)
- Кищук Олег Євгенович (самовисування)
- Тимченко Володимир Григорович (Радикальна партія)
- Нідзельський Володимир Олександрович (самовисування)
- Золотих Дмитро Володимирович (Опозиційна платформа — За життя)
- Фатєєв Анатолій Вікторович (Свобода)
- Бульба Владислав Васильович (Сила і честь)
- Глущенко Євгеній Михайлович (самовисування)
- Здоровець Олексій Михайлович (самовисування)
- Галицький Юрій Сидорович (Опозиційний блок)
- Зуб Олександр Миколайович (самовисування)
- Андрійчук Ілля Олександрович (самовисування)
- Хілько Микола Миколайович (самовисування)
- Дерев'янко Артур Валентинович (Аграрна партія України)
- Куценко Ірина Ігорівна (Довіряй ділам)
- Порядін Олександр Сергійович (самовисування)

#### 2014
Кандидати-мажоритарники:
- Різаненко Павло Олександрович (Блок Петра Порошенка)
- Семеняка Микола Миколайович (Народний фронт)
- Кищук Олег Євгенович (Батьківщина)
- Павельєв Дмитро Анатолійович (Правий сектор)
- Андрєєв Василь Олександрович (самовисування)
- Фещун Олександр Валерійович (Радикальна партія)
- Багмут Наталія Андріївна (Ліберальна партія України)
- Масалітін Володимир Миколайович (Заступ)
- Юрченко Анатолій Анатолійович (самовисування)
- Порядін Олександр Сергійович (Опозиційний блок)
- Деркач Валерій Миколайович (самовисування)
- Горєлік Олександр Валентинович (Комуністична партія України)
- Наконечний Григорій Прохорович (самовисування)
- Кривонос Анатолій Володимирович (самовисування)
- Гранат Авксентій Васильович (самовисування)
- Василик Олег Валерійович (Мерітократична партія України)
- Пінчук Людмила Василівна (самовисування)
- Швець Вікторія Юріївна (самовисування)
- Крижанівський Сергій Вікторович (самовисування)
- Гоголіна Анна Василівна (самовисування)
- Дідушко Іван Володимирович (самовисування)
- Москаленко Олена Олександрівна (самовисування)
- Коломієць Олег Геннадійович (самовисування)
- Хілько Микола Миколайович (самовисування)
- Білецький Олександр Володимирович (Ми Українці)
- Романченко Анна Костянтинівна (самовисування)
- Стасюк Олександр Андрійович (самовисування)
- Маховський Руслан Сергійович (Воля)
- Охріменко Олексій Васильович (самовисування)
- Стельмах Микола Іванович (Українська народна партія)
- Крикуненко Віталій Віталійович (самовисування)
- Крикуненко Олександр Віталійович (самовисування)
- Чирка Костянтин Федорович (самовисування)

#### 2012
Кандидати-мажоритарники:
- Різаненко Павло Олександрович (УДАР)
- Семеняка Микола Миколайович (самовисування)
- Федоренко Сергій Миколайович (Партія регіонів)
- Ратніков Дмитро Геннадійович (самовисування)
- Іваненко Олег Валерійович (самовисування)
- Кравець Юрій Григорович (самовисування)
- Шапран Сергій Валентинович (самовисування)
- Галицький Володимир Віталійович (Комуністична партія України)
- Розуменко Микола Васильович (Союз. Чорнобиль. Україна.)
- Ярошенко Олександра Володимирівна (самовисування)
- Коханівський Микола Миколайович (Конгрес українських націоналістів)
- Діденко Микола Федорович (самовисування)
- Юрченко Анатолій Анатолійович (самовисування)
- Петров Володимир Георгійович (Партія пенсіонерів України)
- Базір Анатолій Михайлович (самовисування)
- Супрун Андрій Васильович (Віче)
- Куліченко Олеся Юріївна (самовисування)
- Немчина Тетяна Федорівна (Соціалістична партія України)
- Рокоман Олена Григорівна (Слов'янська партія)
- Мотрич Лариса Михайлівна (Держава)
- Говоруха Юрій Миколайович (Соціал-демократична партія України (об'єднана))
- Ришко Григорій Васильович (самовисування)
- Аскєров Хазар Думан Огли (Соціалістична Україна)
- Коробчинський Артур Валерійович (Українська національна асамблея)

## Явка
Явка виборців на окрузі: